# Macrocneme guyanensis
Macrocneme guyanensis är en fjärilsart som beskrevs av Paul Dognin 1911. Macrocneme guyanensis ingår i släktet Macrocneme och familjen björnspinnare. Inga underarter finns listade i Catalogue of Life.